# Campeonato Mundial de Ciclismo em Estrada de 1978
Os Campeonatos do mundo de ciclismo em estrada de 1978 celebrou-se na circuito de Nürburgring na Alemanha de 23 a 27 de agosto de 1978.

## Resultados
| Event                       | Ouro                                                                                  | Ouro       | Prata                                                                                                 | Prata    | Bronze                                                                       | Bronze   |
| --------------------------- | ------------------------------------------------------------------------------------- | ---------- | --- | -------- | ---------------------------------------------------------------------------- | -------- |
| Provas masculinas           |                                                                                       |            | |          |                                                                              |          |
| Homens - corrida em linha   | Gerrie Knetemann · Países Baixos                                                      | 7.32'04"   | Francesco Moser · Itália                                                                              | m.t.     | Jorgen Marcussen · Dinamarca                                                 | + 20"    |
| Contrerrelógio por equipas  | Países Baixos · Guus Bierings · Bert Oosterbosch · Bart van Est · Jan van Houwelingen | 1h 59' 51" | União Soviética · Aavo Pikkuus · Vladimir Kaminski · Alguimantus Goushavitchous · Vladimir Kouznetsov | + 1' 09" | Suíça · Gilbert Glaus · Stefan Mutter · Richard Trinkler · Kurt Ehrensperger | + 1' 38" |
| Amador - corrida em linha   | Gilbert Glaus · Suíça                                                                 | 4h 41' 47  | Krzysztof Sujka · Polónia                                                                             | -        | Stefan Mutter · Suíça                                                        | -        |
| Provas femininas            |                                                                                       |            | |          |                                                                              |          |
| Mulheres - corrida em linha | Beate Habetz · Alemanha Ocidental                                                     | 1h 45' 02" | Keetie van Oosten-Hage · Países Baixos                                                                | m.t.     | Emmanuella Lorenzo · Itália                                                  | m.t.     |